# Психоонкологія
Психоонкологія (від психології та онкології) — стосується психологічної допомоги хворим на рак. Інше визначення — психосоціальна онкологія. Тобто, психоонкологія, це міждисциплінарна форма психотерапії або клінічної психології, яка торкається психологічних, соціальних та соціально-правових умов, наслідків і побічних явищ раку.

## Психоонкологія як наука
Психоонкологія як наука, почалася в 1970-х роках з вивчення психосоціальних чинників, які нібито повинні відповідати за розвиток раку (психоімунологія). У цьому сенсі стало відомим твердження, яке було постульоване у 1980-х роках, згідно з яким, ризик раку дуже співвідноситься з певними рисами особистості, котрі зосереджуються в «особистості типу С». «Тип С» окреслює залежних і переналагоджених людей які, здається, загальмовані, несамостійні та депресивні і не здатні висловити свої почуття в належний спосіб. Тим часом, твердження «ракова особистість» було, значною мірою відкинуте наукою. Особистісний спосіб життя, наприклад, куріння тютюну, може зробити вирішальний внесок у розвиток раку та вплинути на перебіг захворювання. Оскільки поведінку можна визначити за допомогою психологічних станів, певні риси особистості здатні сприяти розвитку раку, навіть якщо концепція «ракової особистості» зараз вважається неприпустимим спрощенням. Однак ця концепція має певне поширення, і на ній все ще наполягають окремі науковці — але поки що без надійних систематизованих доказів. Рональд Гроссарт-Матічек підкреслює безглуздість питання про те — чи існує стан особистості, який викликає рак. Замість того, щоби шукати монокаузальні співвідношення щодо цього, він розглядає людину як дуже складну систему, котра намагається створити психічний та фізичний власний добробут, шляхом активної саморегуляції. Розвиток хвороби є багатофакторною подією. Наприклад, раціонально-анти-емоційна поведінка, яка в поєднанні з іншими чинниками ризику, є передвісником раку — з високим ступенем самостійності, за відсутності цих чинників ризику, може бути навіть додатним фактором для здоров'я. 
|  | «Найкраща терапія раку — це поєднання найсучасніших медичних методів, пропонованих людьми, та допоміжного способу — з найкращою можливою психологічною допомогою». (О. Карл Сімонтон) |

## Психічний стрес через рак
Від 1990-х років, все частіше обговорюється питання про те, які психологічні стреси чи прояви розладів, можуть розвиватися внаслідок раку, та який вплив вони можуть мати на якість життя постраждалих чи на медико-клінічні аспекти. Тут важливе питання стосується створення та застосування наявних і специфічних для раку, вимірювальних приладів для визначення психологічної коморбідності. Отож, відбувається пошук факторів, які можуть найбільш надійно передбачати супутнє психологічне захворювання — що, своєю чергою, відкриває можливість для надання психосоціальної допомоги швидко та на якомога ранній стадії.
Деякі автори припускають, що приблизно третина всіх онкологічних хворих, відчуває психічний розлад в сенсі супутньої патології через сильний психологічний стрес, спричинений основним захворюванням. Сьогодні психологічна допомога хворим на рак, є постійною частиною фармакотерапії. Цьому сприяли дослідження, які довели вплив психосоціальної допомоги в догляді, на ймовірність одужання та покращення становища недужого після раку.

## Призначення психоонколога
Що стосується практичної допомоги або терапії, психологічний онколог несе відповідальність за підтримання пацієнта у боротьбі з хворобою, за допомогою різних методик, наприклад, шляхом кризового втручання, втручання спрямованого на ресурси, або за допомогою образних процедур та роботи з метафорами. Метою, є посилення здатності недужого, впоратися із захворюванням. Наскільки це можливо, особисте соціальне середовище зацікавлених осіб, також застосовується. Психоонкологічна допомога повинна забезпечуватися на всіх щаблях захворювання, тобто під час гострого лікування, відновлення та, можливо, також під час відходу хворого з життя.